# Strojec (województwo opolskie)
Strojec, dawniej Stradziec – wieś w Polsce położona w województwie opolskim, w powiecie oleskim, w gminie Praszka. 
W latach 1975–1998 miejscowość położona była w województwie częstochowskim.

## Położenie
Strojec to jedna z większych wiosek położona w odległości około 4,5 km od Praszki przy drodze krajowej nr 42 między Praszką a Rudnikami. 

## Historia
Miejscowość historycznie należy do ziemi wieluńskiej i związana była z Wielkopolską. Ma metrykę średniowieczną i istnieje co najmniej od XIII wieku. Wymieniona w dokumentach zapisanych po łacinie w 1236 jako „Zstracecz”, oraz w 1249 jako „Stradzecz” . W XVI wieku nazwę odnotowano jako "Stradyecz".
Miejscowość została odnotowana w historycznych dokumentach podatkowych. W latach 1236–49 prepozyt Jan z Rudy zapisał klasztorowi na Piasku we Wrocławiu wsie Ganę oraz część Strojca. W 1401 Bieniasz Wierusz miał nadać paulinom wieruszowskim 2. łany, 2. karczmy oraz inne dobra we wsi. Od 1411 Strojec był własnością prywatną należącą początkowo do rodu szlacheckiego Praskich posiadaczy z sąsiedniej Praszki. W 1463 dokumenty odnotowują sprawę sądową między Kowalskimi z Praszki o zapis na Michałowie i Strojcu. W 1473 Jan z Praszki odstąpił chorążemu wielkiemu Wieruszowi wśród innych dóbr także 1/3 Strojca. W 1497 Jan Garnisz otrzymał od króla polskiego Jana I Olbrachta dobra Anny Praskiej oraz jej męża Marka w Praszce i Strojcu, skonfiskowane za niestawienie się na wojnę .
W I połowie XV wieku istniała parafia strojecka. Wymienia ją Liber beneficiorum archidiecezji gnieźnieńskiej spisany przez Jana Łaskiego w XVI wieku. W 1511 wieś płaciła dziesięcinę arcybiskupowi z 11,5 - 12,5 łanów po wiardunku, mierze, żyta i owsa, dziesięcinę z pustek sprzedano za 1. grzywnę. W 1518 wieś liczyła 11,5 łana. W 1552 w miejscowości gospodarowało 21. kmieci z karczmarzem; funkcjonowała także kuźnica. W 1553 część wsi należąca do Jana Praskiego liczyła 12 łanów .
Po rozbiorach Polski miejscowość znalazła się w zaborze rosyjskim. Jako wieś, osada oraz karczma leżące 25. wiorst od Wielunia w powiecie wieluńskim, gminie i parafii Praszka wymienia ją XIX wieczny Słownik geograficzny Królestwa Polskiego. W 1827 wieś liczyła 64. domy i 582 mieszkańców. W 1890 osiedle miało 15. domów zamieszkanych przez 110. mieszkańców, osiedle karczmarskie 1. dom i 4. mieszkańców, a wieś 54. domy oraz 309 mieszkańców. We wsi istniała szkoła początkowa, stał także kościół drewniany.
Ostatnimi właścicielami byli Potoccy. W pobliskich lasach istnieje pomnik upamiętniający śmierć w 1882 r. Stanisława Jana hrabiego Potockiego. W okolicy wsi od XIV w. wytapiano żelazo z wydobywanych na miejscu rud darniowych. W XVI w. podjęto tu wydobycie rud żelaza z środkowojurajskich złóż, wykonując serię szybów, które działały aż do schyłku XIX w. Na ich bazie stworzono hutę żelaza. Zamkniętą kopalnię reaktywowano na czas I wojny światowej. Do 1870 istniała gmina Strojec.

## Czasy obecne
W Strojcu znajdują się m.in.: szkoła podstawowa, przedszkole, kościół, klub sportowy LKS Budowlani Strojec, OSP, świetlica wiejska.